# Hrabstwo Bay (Michigan)
Bay – hrabstwo w stanie Michigan w USA. Siedziba hrabstwa jest Bay City.

## Miasta
- Auburn
- Bay City
- Essexville
- Pinconning
- Midland

## Hrabstwo Barry graniczy z następującymi hrabstwami
- Tuscola
- Saginaw
- Midland
- Gladwin
- Arenac